# Ixchela pecki
Ixchela pecki là một loài nhện trong họ Pholcidae. Loài này được phát hiện ở México.